# Obing (Bawaria)
Obing – miejscowość i gmina w południowo-wschodnich Niemczech, w kraju związkowym Bawaria, w rejencji Górna Bawaria, w regionie Südostoberbayern, w powiecie Traunstein, siedziba wspólnoty administracyjnej Obing. Leży około 24 km na północny zachód od Traunsteinu, przy drodze B304 i linii kolejowej Bad Endorf – Obing.

## Demografia
Dane o ludności z 31 grudnia 2008:
| Opis                                | Ogółem | Ogółem | Kobiety | Kobiety | Mężczyźni | Mężczyźni |
| ----------------------------------- | ------ | ------ | ------- | ------- | --------- | --------- |
| Jednostka                           | osób   | %      | osób    | %       | osób      | %         |
| Populacja                           | 4003   | 100    | 2025    | 50,59   | 1978      | 49,41     |
| Wiek przedprodukcyjny (0–17 lat)    | 838    | 20,93  | 408     | 10,19   | 430       | 10,74     |
| Wiek produkcyjny (18–65 lat)        | 2454   | 61,3   | 1226    | 30,63   | 1228      | 30,68     |
| Wiek poprodukcyjny (powyżej 65 lat) | 711    | 17,76  | 391     | 9,77    | 320       | 7,99      |

## Polityka
Wójtem gminy jest Hans Thurner z FW, rada gminy składa się z 16 osób.
|      | CSU | FW | PA | OBL | Razem |
| 2008 | 5   | 4  | 2  | 5   | 16    |
| 2002 | 8   | 7  | 1  | -   | 16    |